# 16091 Malchiodi
16091 Malchiodi (1999 TO152) là một tiểu hành tinh vành đai chính được phát hiện ngày 7 tháng 10 năm 1999 bởi nhóm nghiên cứu tiểu hành tinh gần Trái Đất phòng thí nghiệm Lincoln ở Socorro.